# Fleur-de-Lys
Fleur-de-Lys egy részlegesen önálló településrész Málta központi részén, Birkirkara helyi tanács területén.

## Nevének eredete
A Szent János Lovagrend által az 1565-ös török ostrom után épített új főváros, Valletta két tengeröböl között, egy száraz félsziget csúcsán állt. A vízellátást így kezdetben Marsa környékéről, vödrökkel kellett megoldani. Végül Alof de Wignacourt nagymester határozta el egy vízvezeték építését, amely a Rabat környéki források vizét vitte a városba. A vízvezeték a mai Fleur-de-Lys határán fut, Rabat felőli végén egykor díszkapu állt, rajta a nagymester címerével, amelynek leglátványosabb elemei a jellemzően francia háromlevelű liliomok, ezek francia neve fleur-de-lis.

## Története
Egészen az újkorig Birkirkara külterülete volt. Egyetlen ide köthető esemény a vízvezeték és a díszkapu építése (1610-1615).
A második világháború idején a sokat bombázott kikötői városok lakosai számára szolgált menedékül. Ezenkívül a kormányzat titkársága, a rendőrség, a tűzoltóság, a legfőbb ügyész és az államkincstár is itt talált otthonra. A város szélén állt az egyik, a Ta’ Qali repülőteret védő légvédelmi üteg, és a radarállomás (ma a Bank of Valletta székháza). Az épületben német hadifoglyokat is tartottak.
A közeli Santa Venerából elmenekült karmeliták alapították meg a Kármel-hegyi Miasszonyunk templomot, amely 1946-ban készült el, 1975-ben pedig önálló egyházközség lett. 1994-re a közösségi központ is elkészült.
Egy 2010-es törvénymódosítás eredményeként Fleur-de-Lys héttagú, részlegesen önálló adminisztratív tanácsot (ún. mini-tanácsot) kapott, a választás 2011. március 27-én zajlott. A szavazásra jogosultak közül éppen itt szavaztak a legtöbben.

## Nevezetességek
- Vízvezeték: az egykor Valletta vízellátását biztosító építmény romjai néhány helyen még láthatók. Tervek készülnek a község határában egykor állt kapu felépítésére is.

## Közlekedés
A következő buszjáratokkal megközelíthető: 51 (Valletta-Mtarfa), 52 (Valletta-Dingli), 53 (Valletta-Rabat), 55 (Valletta-Lija), N52 (San Ġiljan-Dingli), 110 (Marsa-Sliema), 120 (Xgħajra-Pembroke), 123 (Valletta-Mater Dei kórház)